# Sacred Heart University
Sacred Heart University, SHU, är ett amerikanskt privat universitet som ligger i Fairfield i Connecticut och hade totalt 9 313 studenter (6 417 studerande på grundnivå; 2 517 studerande på avancerad nivå samt 379 doktorander) för läsåret 2020–2021. Universitet har religiös anknytning till den romersk-katolska kyrkan.
Utbildningsinstitutionen grundades 1963 av Walter W. Curtis, då ärkebiskop av Bridgeports katolska stift.
Universitet tävlar med 34 universitetslag i olika idrotter via deras idrottsförening Sacred Heart Pioneers.

## Alumner
| Fotomodeller - Lydia Hearst Företagsledare - Frank Shakespeare Idrottare - Justin Danforth | - Nick Johnson - Marc Johnstone - Ryan Warsofsky Skådespelare - Kevin Nealon - John Ratzenberger |